# 大天使ラファエルとトビアス (ゴヤ)
『大天使ラファエルとトビアス』（だいてんしラファエルとトビアス、西: El Arcángel Rafael y Tobiolo, 英: The Archangel Raphael and Tobiolo）は、スペインのロマン主義の巨匠フランシスコ・デ・ゴヤが1789年に制作した絵画である。油彩。『旧約聖書』外典の｢トビト書｣で語られているトビトの子トビアスと大天使ラファエルの物語を主題としている。同時期に制作された『聖家族』（La Sagrada Familia）の対作品。両絵画は2003年になってマドリードの個人コレクションから新たに発見された作品で、ゴヤによって描かれたものであると特定された。現在はいずれもマドリードのプラド美術館に所蔵されている。

## 主題
前8世紀のアッシリア捕囚の時代、アッシリアの首都ニネヴェにトビトという信仰心の厚いユダヤ人がいた。あるとき盲目になったトビトは知人に貸した金を返してもらうため、息子トビアスを遠方のメディアまで使いに行かせた。トビアスはメディアまで案内してくれる人間を見つけると犬を連れて旅立った。実は案内者はトビトを癒すために神が遣わした大天使ラファエルであった。彼らがティグリス川のほとりで野宿したとき、トビアスはラファエルの助言に従って魚を捕まえ、その腹を開き、心臓と肝臓、胆嚢を取り出して取っておいた。その後、トビアスはエクバタナでサラという女性と出会った。彼女は悪魔アスモデウスにとりつかれていたため、７度の結婚をしたが、その７度のいずれも夫を新婚の閨で亡くしていた。そこでトビアスは魚の心臓と肝臓を炙った煙で悪魔を追い払ったのち、サラと結婚した。さらにトビアスはニネヴェに帰国して、魚の胆嚢の胆汁で父の目を癒したと伝えられている。

## 作品

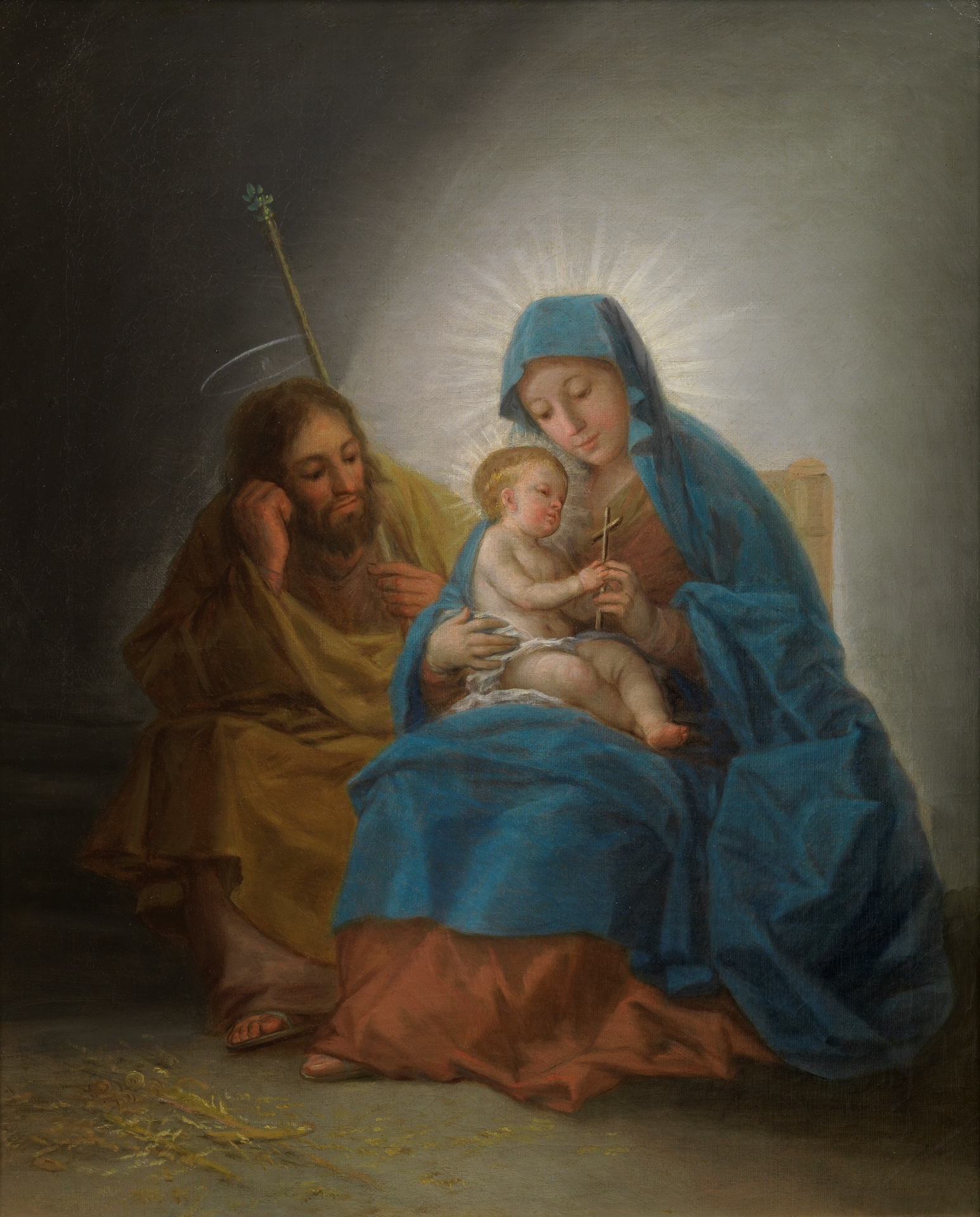
対作品『聖家族』。同じくプラド美術館所蔵。

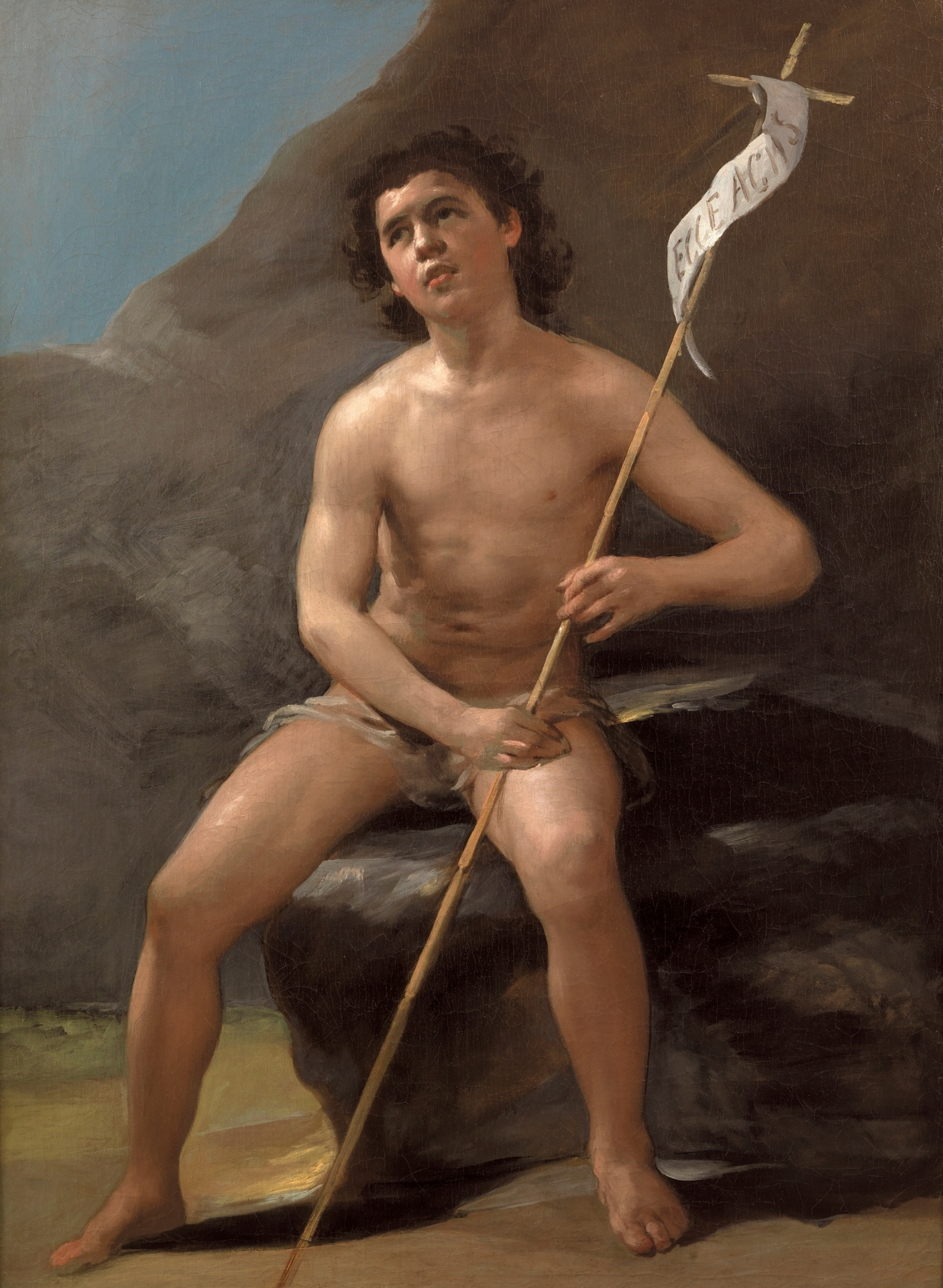
同年に購入された『荒野の少年の洗礼者聖ヨハネ』。1810年から1812年。プラド美術館所蔵。

ゴヤはトビアスが大天使ラファエルの助言に従い、ティグリス川で魚を捕まえた場面を描いている。時刻は「トビト書」の記述に従って薄暗い夕刻に設定されている。トビアスは捕まえた魚を右手に持ち、ティグリス川のそばで敬虔な身振りとともに大天使の前にひざまずき、その顔を見上げている。大天使がその正体を明らかにするのは物語の終盤であるが、はっきりと天使の姿で現れ、強い輝きを放ってトビアスとその周囲を照らしている。
ゴヤは大天使をアポロンのごとき古典的な理想美を備えたポーズで表した。それはちょうど、17世紀のラファエル・デ・ボナフェ（Rafael de Bonafé）の宗教書『大天使聖ラファエルの優れた称号と敬虔な職務』（Títulos de excellencia y oficios de piedad del arcángel S. Rafael, 1656年）のくだりを思わせる。すなわち「羽のある太陽に･･･神は多くの恩恵を与え、太陽の名と多くの特性を調和させた。聖書はこれを輝き（Splendidum）と呼ぶのである。光り輝き、きらめき、そして太陽の動きは迅速であり、太陽のひとつの光線は羽であり、ひとつの羽は風であり、風に乗ってすべてを活気づけるために飛翔する。あたかも光の巨人のように。全世界の医者のように」。
注目すべきは、ゴヤが両作品の最も重要かつ基本的な要素として光を使用していることである。特に本作品では大天使が発する輝きは画面全体の中で唯一の光源であり、大天使の後光から発せられ、白い翼に反射し、水辺の夜の湿った雰囲気を通過している。このように強調された白色と明度の諧調の上で、トビアスのマントの赤色と大天使の帯のピンク色が際立っている。この表現はゴヤが18世紀の科学的な知識に従って大気中に拡散する光を研究したことを思わせる。この様式的特徴は新古典主義のゴヤの作品であることを示しており、同時期のサン・アントニオ・デ・パドヴァ修道院のために制作された『受胎告知』（La Anunciación, 1785年）、サン・ホアキン・イ・サンタ・アナ王立修道院所蔵の『障害者を治すクレルヴォーの聖ベルナルドゥス』（San Bernardo de Claraval curando a un tullido, 1787年）や『聖ヨセフの死』（El tránsito de San José, 1787年）、バルデモロ教区教会所蔵の『聖ジュリアンへの聖母の出現』（Aparición de la Virgen a San Julián, 1790年）といった作品と共通している。
対作品には聖家族が選択された。これはトビアスの主題が『旧約聖書』の予型論的解釈により、伝統的に聖家族と結びつけられたことによる。トビトとトビアスはイエス・キリストの予型として、それぞれキリストの受難と、人類の救済および贖罪を表した。加えてトビアスは7度の結婚を経ながらも処女であったサラと結婚したことで、聖ヨセフと聖母マリアの純潔の予型となった。
両作品は個人的な礼拝のために制作されたと考えられる。ゴヤのこうした宗教画の作例は希少と言える。制作経緯は不明であるが、その品質の高さからゴヤと親密な関係にあった後援者のために制作されたと考えられる。トビアスの主題は商人とも結びついてきた経緯があるので、商業と関わりのある顧客が、子供を修行に出すか遠方で仕事をさせるなどに際して発注した可能性がある。一方でゴヤが自身のために制作した可能性も指摘されている。ゴヤは子宝には恵まれたが、その多くは夭逝している。そのうえ、唯一成長した息子のハビエル（Francisco Javier Goya y Bayeu）はちょうど本作品が描かれた頃に天然痘にかかっており、重態であった。そこでゴヤは子供の治療において特に崇拝されていた大天使ラファエルが登場するトビアスの主題を描いたのではないかと考えられる。

## 来歴
初期の来歴は不明である。19世紀末から2003年までマドリードの個人コレクションに属していた。当初は1,500ユーロの価値があると考えられていたが、鑑定作業中に両作品を偶然発見したマドリードの競売会社アルカラ（subastas Alcalá）はこの発見を「過去20年間で最も重要なもののひとつ」とし、両作品合わせて350万ユーロから500万ユーロと評価した。クリスティーズ・スペインの創設者でアルカラ社の最高経営責任者であるリチャード・デ・ウィラーミン（Richard de Willermin）はすぐにゴヤの作品であることを確信し、両作品をプラド美術館に運び込んだ。絵画は美術館で10日の間保管され、8人の専門家による分析を受けた。その後、2003年5月5日にロット番号41および42で競売にかけられ、国家によって金融機関カハ・マドリードのノンリコースローンとしてプラド美術館のために購入された。購入価格は350万ユーロであった。購入された両絵画は12月17日に同じく2003年に購入されたゴヤの『荒野の少年の洗礼者聖ヨハネ』（San Juan Bautista niño en el desierto）とともに正式に公開された。

## ギャラリー
関連するゴヤの絵画

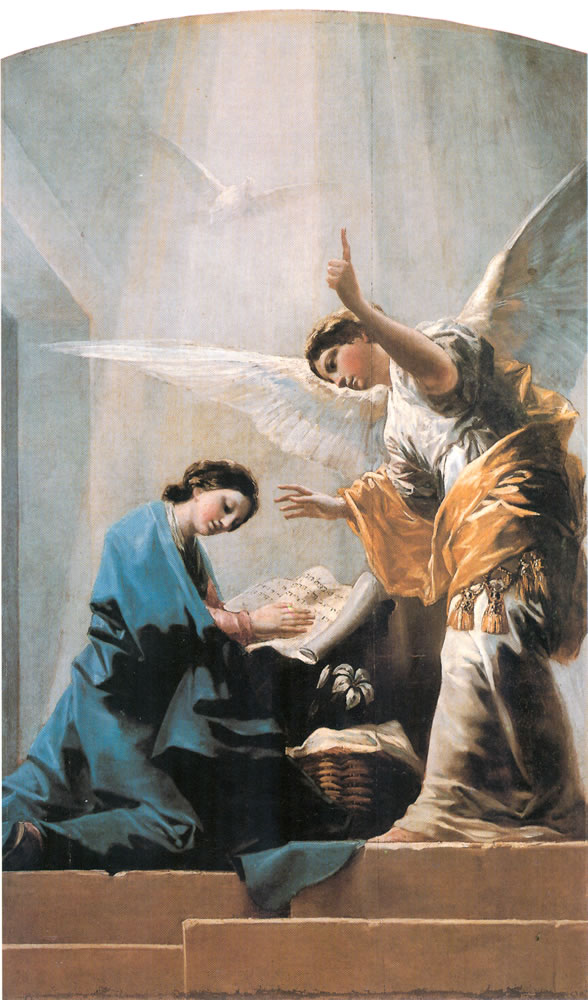
『受胎告知』1785年 オスーナ公爵家コレクション（Colección duquesa de Osuna）所蔵
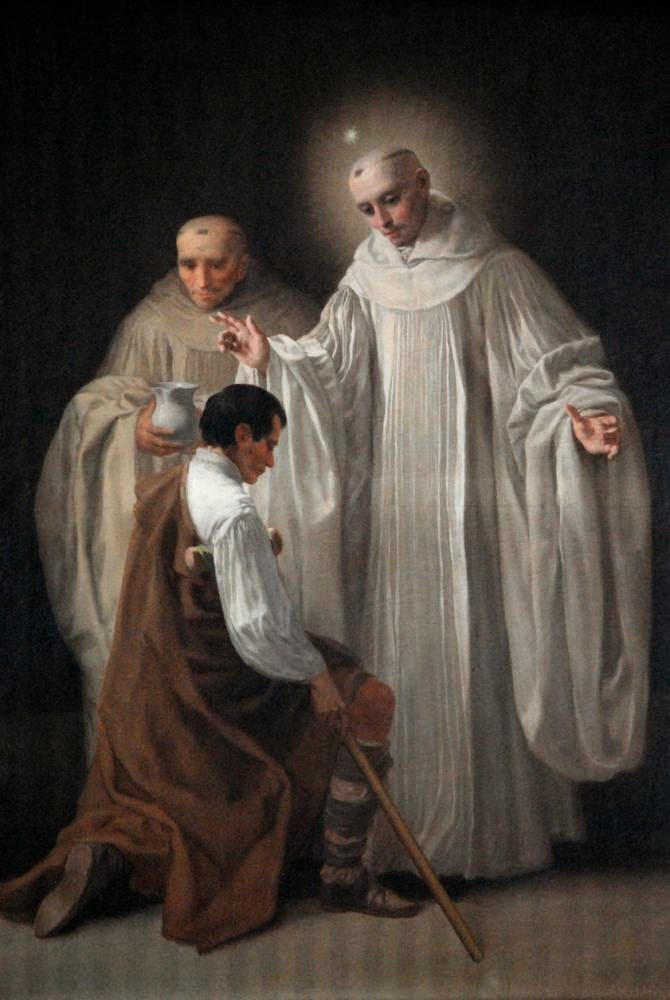
『障害者を治すクレルヴォーの聖ベルナルドゥス』1787年 サン・ホアキン・イ・サンタ・アナ王立修道院（スペイン語版）所蔵
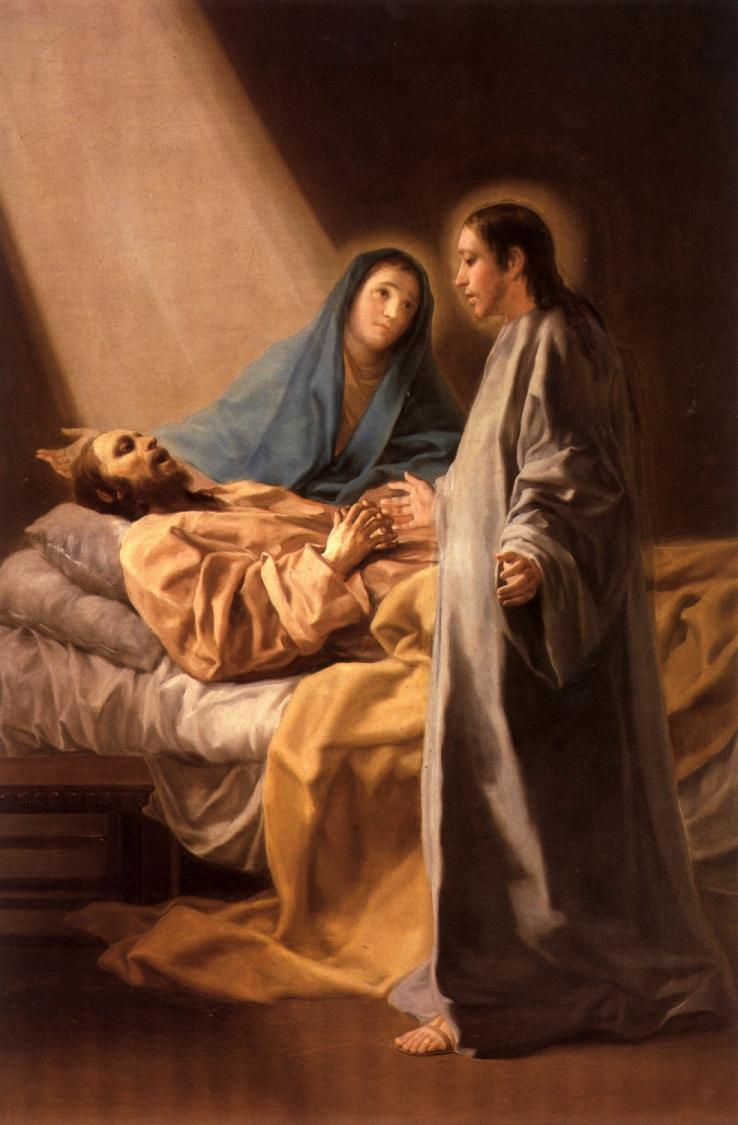
『聖ヨセフの死』1787年 サン・ホアキン・イ・サンタ・アナ王立修道院所蔵
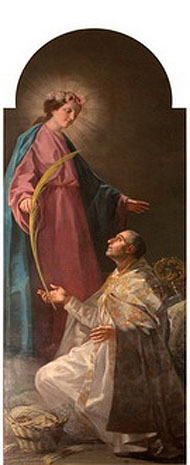
『聖ジュリアンへの聖母の出現』1790年 バルデモロ教区教会（英語版）所蔵